# Relative Strangers
Relative Strangers es una película del 2006, producida por Ram Bergman y dirigida por Greg Glienna sobre guion del propio Glienna y Peter Stass.

## Trama
Con treinta y cuatro años de edad, al psicólogo Richard Clayton (Ron Livingston) le confiesan sus padres que fue adoptado. A continuación, se dispone a averiguar quiénes son sus padres biológicos, pero el desastre se produce cuando resulta que sus padres, Frank (Danny DeVito) y Agnes Menure (Kathy Bates), son un desastre total, se ganan su vida como feriantes, y además se van a vivir a su casa y pasan parte de su vida haciéndole pasar momentos bochornosos.

## Reparto
- Danny DeVito – Frank Menure
- Kathy Bates – Agnes Menure
- Ron Livingston – Richard Clayton/Menure
- Neve Campbell – Ellen Minnola
- Beverly D'Angelo – Angela Minnola
- Bob Odenkirk – Mitch Clayton
- Edward Herrmann – Doug Clayton
- Christine Baranski – Arleen Clayton
- Martin Mull – Jeffry Morton
- Michael McKean – Ken Hyman
- M. C. Gainey – Spicer
- Star Jones – Holly Davis